# Dinòmenes (escultor)
Dinòmenes (en llatí Deinomenes, en grec antic Δεινομένης) fou un escultor que va esculpir estàtues d'Io, filla d'Ínac, i de Cal·listo, filla de Licàon, que eren a l'Acròpoli d'Atenes en temps de Pausànies.
Plini el Vell diu que va florir a la 95 olimpíada (400 aC) i que va fer estàtues de Protesilau i del lluitador Pitodem. Tacià esmenta una estàtua de Besantis, reina dels peonis. El seu nom és a la base d'una estàtua, però aquesta s'ha perdut.